# Plattenflue
Plattenflue är en bergstopp i Schweiz.   Den ligger i regionen Albula och kantonen Graubünden, i den östra delen av landet, 190 km öster om huvudstaden Bern. Toppen på Plattenflue är 3 013 meter över havet, eller 151 meter över den omgivande terrängen. Bredden vid basen är 0,49 km.
Terrängen runt Plattenflue är bergig västerut, men österut är den kuperad. Närmaste större samhälle är Davos, 12,5 km norr om Plattenflue. 
Trakten runt Plattenflue består i huvudsak av gräsmarker. Runt Plattenflue är det mycket glesbefolkat, med 4 invånare per kvadratkilometer.